# K.k. Landwehr-Waffendepot
Das k.k. Landwehr-Waffendepot (oder auch k.k. Landwehr-Zeuganstalt) befand sich im 3. Wiener Gemeindebezirk Landstraße in der Arsenalstraße 5 beziehungsweise Lilienthalgasse 2–4.
Erbaut wurde das aus dem Verwaltungsgebäude und Magazingebäude bestehende Depot im Jahr 1906. Architektonisch war es mit der Sichtziegelbauweise dem benachbarten Arsenal angepasst. Nach dem Ersten Weltkrieg wurde das Waffendepot in eine Tabakfabrik umgebaut und erlitt im Zweiten Weltkrieg schwere Bombenschäden. Wann der Abbruch erfolgte, ist unbekannt.